# Hendrick's Gin
Hendrick's Gin è un gin scozzese prodotto nella regione dell'Aryshire dalla William Grant & Sons a partire dal 2000. La gradazione alcolica è del 44%. Viene distribuito in Italia dall'azienda Velier.

## Storia
L'origine del nome è da attribuirsi alla traduzione dal gallese antico della parola "cetriolo" (Hendruscks), usato tra le botaniche per guarnire il gin and tonic. È prodotto in Scozia utilizzando un alambicco di tipo Carter Head del 1948 e un Bennet Still del 1860. Nel 1966 il proprietario della William Grant & Sons acquistò i due alambicchi da collezione e nel 1988, assieme a Lesley Gracie, decise di utilizzarli per creare un gin differente da quelli in commercio.

## Prodotto
Il processo di produzione di questo gin prevede due distinte fasi, una per ciascun alambicco:
- Alambicco Carter Head: la prima fase di distillazione viene eseguita nell'alambicco Carter Head, che viene riempito per metà della sua capacità. Si versa all'interno alcol di cereali e acqua a 55 gradi. In questo modo i vapori salgono, e si impregnano attraversando il cestello dove sono collocate le spezie.

- Alambicco Bennet Still: la seconda fase di distillazione avviene nell'alambicco Bennet Still, dove le essenze botaniche vengono immerse nel gin. La miscela ottenuta viene unita alla precedente, quindi si aggiungono essenze di cetriolo e di rosa.

## Degustazione
Hendrick's gin può essere degustato liscio, con aggiunta di ghiaccio, oppure miscelato in diversi cocktails e long drinks. 

## Varianti
- Hendrick's Gin, versione classica, è un distillato dal gusto avvolgente con note floreali di agrumi, cetriolo, spezie e resine.
- Hendrick's Midsummer Solstice, è un'edizione limitata con essenze di aromi freschi, essenze di rosa, gelsomino e cannella.[4]
- Hendrick's Orbium, è un'edizione limitata, distribuita nel 2017 esclusivamente in trenta bar nel Regno Unito. Contiene chinino, artemisia e boccioli di loto blu.[5]
- Absinthe
- Amazonia
- Lunar
- Neptunia
- Flora Adora